# Bankholzen

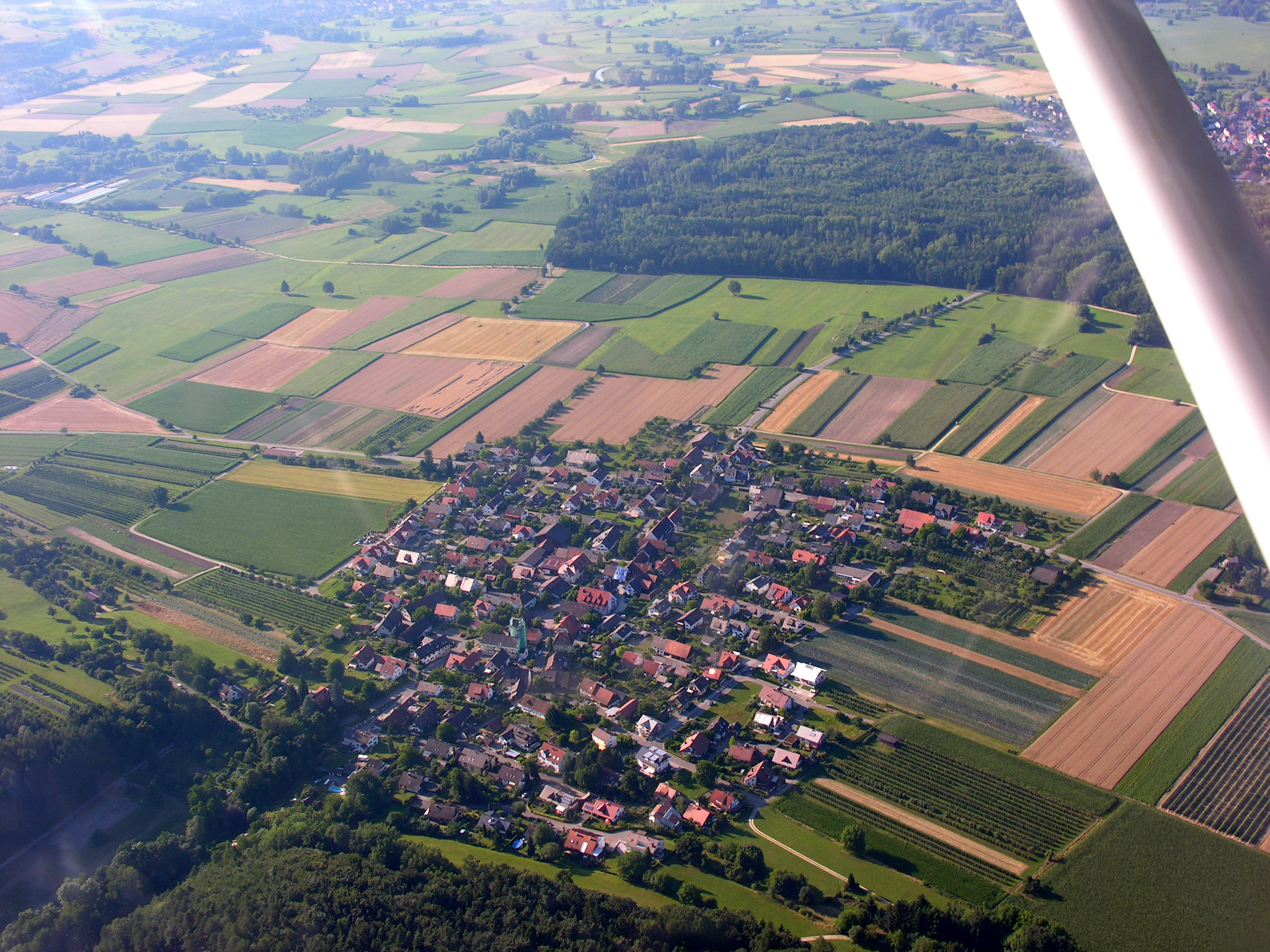
Luftbild von Bankholzen

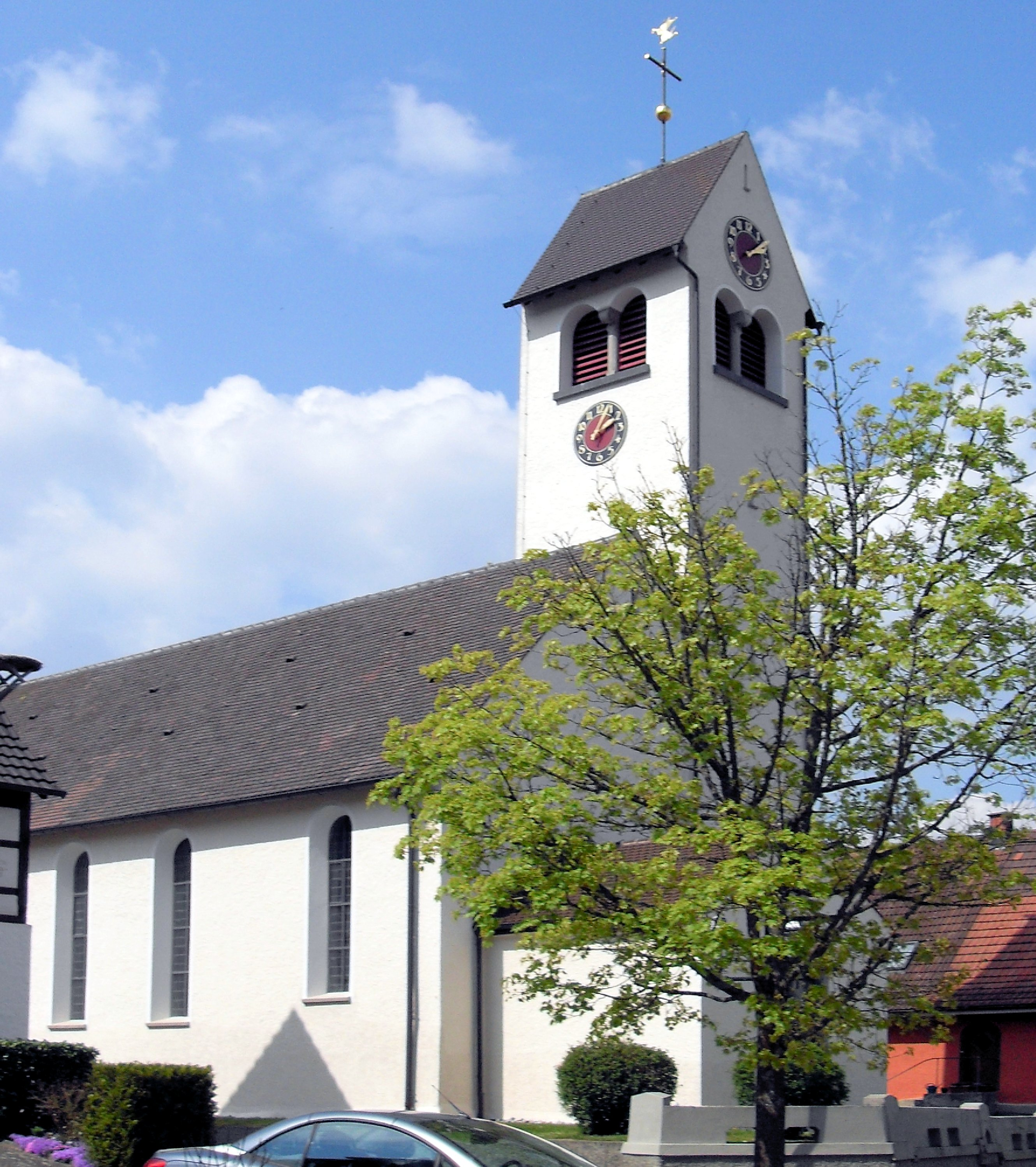
Kirche St. Blasius in Bankholzen

Bankholzen ist ein Ortsteil von Moos (am Bodensee). Bankholzen hat 684 Einwohner (Stand 13. Februar 2023).

## Geographie
Bankholzen liegt im südlichen Hegau auf der Halbinsel Höri am Westufer des Bodensees. Es liegt am Fuß des 717 Meter hohen Schiener Bergs auf einer Höhe von ca. 430 m ü. NHN. 

## Geschichte
Die erste urkundliche Erwähnung als Herkunftsbezeichnung eines Adligen „Banchelshoven“ stammt aus 1050. In der Folge sind unterschiedliche Namensformen überliefert. Im 17. Jahrhundert setzte sich „Bankholzen“ durch.
Seit spätestens dem 14. Jahrhundert gehörte der Ort zur Herrschaft Bohlingen und damit seit 1497 zum Hochstift Konstanz und war dort dem Bischöflichen Amt Bohlingen (Obervogteiamtes Bohlingen) zugeordnet. Nach der Säkularisation kam der Ort zu Baden und dort zum Bezirksamt Radolfzell bzw. 1872 zum Landkreis Konstanz. 
Kern Bankholzens war ein größerer Hof im Bereich der Kirche. Von diesem ausgehend bildete sich an beiden Seiten des Baches eine
landwirtschaftliche Siedlung. Im Jahr 1546 wurden 14 Gebäude gewählt. Im Dreißigjährigen Krieg wurde Bankholzen 1633 bis auf drei Häuser niedergebrannt. Im Jahr 1782 wurden 38 Häuser, 1864 bereits 53 Gebäude gezählt.
Durch die Gebietsreform 1974 wurden die Gemeinden Bankholzen, Iznang, Moos und Weiler zur Gesamtgemeinde Moos vereinigt.

## Verkehr
Die Landstraße L193 führt durch den Ort (Schienerbergstraße). Der nächste Bahnhof befindet sich in Radolfzell.

## Gebäude
Für die unter Denkmalschutz stehenden Gebäude des Ortes siehe die Liste der Kulturdenkmale in Bankholzen.